# Більче-Волицьке газове родовище
Більче-Волицьке газове родовище — належить до Більче-Волицького нафтогазоносного району Передкарпатської нафтогазоносної області Західного нафтогазоносного регіону України.

## Опис
Розташоване у Львівській області на відстані 20 км від м. Стрий на території П'ятничанської сільської ради.
Приурочене до північно-західної частини Косівсько-Угерської підзони Більче-Волицької зони. Ряд структур, серед яких була і Більче-Волицька (Пісочнянська), виявлено в 1942-44 рр. Більче-Волицька структура розмірами по ізогіпсі — 800 м 12,0х6,5 м, амплітудою 130 м, являє собою ерозійний виступ сенонських відкладів, перекритих гельветськими, баденськими та нижньосарматськими утвореннями. Виступ має форму антиклінальної складки північно-західного простягання, розбитої поздовжніми тектонічними порушеннями, амплітудою 10-150 м, на 3 блоки. В непорушеній частині сенонського розрізу структура має форму брахіантикліналі розміром 8х4 м, амплітудою 50 м.
Перший промисловий приплив газу отримано з гельветсько-сенонських відкладів з інт. 1013—1054 м у 1949 р.
Поклади пластові або масивно-пластові, склепінчасті, літологічно обмежені або тектонічно екрановані.
Експлуатується з 1950 р. Режим покладів газовий та водонапірний. Запаси початкові видобувні категорій А+В+С1: газу — 40797 млн. м³.